# Янишевский, Николай Андреевич
Николай Андреевич Янишевский (14.08 1891, село Кудовцы, Винницкий уезд, Подольская губерния — 12.10.1966) — советский учёный в области гидротехники и мелиорации, член-корреспондент ВАСХНИЛ (1956).

## Биография
Из семьи дворян польского происхождения. Родился в с. Кудовцы Винницкого уезда Подольской губернии. Окончил Московскую сельскохозяйственную академию (1919).
Техническая и научная работа:
- 1918—1921: старший техник, инженер Московского отдела земельных улучшений.
- 1921—1924: зав. отделом осушительных исследований ОМУ Укрмелиозема, старший специалист отдела с.-х. мелиорации Наркомзема РСФСР, старший научный сотрудник Государственного института с.-х. мелиорации.
- 1924—1926: заведующий Гидромодульным бюро Туркводхоза.
- 1926—1931: заместитель директора Среднеазиатского опытно-исследовательского института водного хозяйства, уполномоченный АО «Кенаф» (1926—1927).
- 1931—1932: старший научный сотрудник Всесоюзного научно-исследовательского хлопкового института, старший консультант Среднеазиатского хлопкового объединения.
- 1932—1937: заместитель директора по научной части Среднеазиатского НИИ ирригации.

Научно-преподавательская работа:
- 1928—1930: старший ассистент Среднеазиатского государственного университета.
- 1930—1932: доцент Среднеазиатского хлопкового ирригационного института.
- 1932—1966: заведующий кафедрой эксплуатации гидромелиоративных систем, заместитель директора по научной и учебной работе Ташкентского института ирригации и механизации сельского хозяйства.

Доктор технических наук (1938), профессор (1933), член-корреспондент ВАСХНИЛ (1956).
Похоронен на Ваганьковском кладбище.

## Сочинения
- Кенаф. — Батуми: Изд. Акционер. о-ва «Кенаф», 1927. — 52 с.
- Родные земельные ресурсы и оросительная способность источников орошения Средней Азии / Среднеазиат. госплан. — Ташкент, 1931. — 24 с.
- Плановое водопользование // Труды ТИИИМСХ. — 1958. — Вып. 7-8. — С. 54-69.

## Награды
Заслуженный деятель науки Узбекской ССР (1940). Заслуженный ирригатор Узбекской ССР (1950). Награждён орденами Трудового Красного Знамени (1939), «Знак Почёта» (1947), медалью СССР, золотой медалью ВСХВ.